# Łazy (Pagóry Jaworznickie)
Łazy – wzgórze o wysokości 333 m n.p.m. Znajduje się w Jaworznie w dzielnicach Cezarówka i Koźmin, przy ul. Łazowej, na granicy z Balinem.